# Ju Reti
Ju Reti (chinesisch 居熱提, Pinyin Jū Rètí; * 19. September 1983) ist ein chinesischer Snookerspieler. 

## Karriere
Ju Reti gehört der Volksgruppe der Uiguren an und lebt als Landwirt in der autonomen Region Xinjiang im Nordwesten der Volksrepublik China. Daneben ist er seit seiner Kindheit ein leidenschaftlicher Snookerspieler. Bei der Players Tour Championship 2012/13 nahm er kurz nach seinem 29. Geburtstag erstmals an für Amateure offenen Profiturnieren teil. Beim dritten Event der Saison in Zhengzhou drang er bis ins Achtelfinale vor, dabei besiegte er unter anderem Profispieler Barry Pinches und schied dann erst gegen den späteren Finalisten Li Hang aus.
Im Jahr darauf gewann Ju beim Yixing Open mit Mark Williams und Mike Dunn sogar gegen zwei Profis. Beim zweiten Turnier in Zhangjiagang traf er im Achtelfinale erstmals auf einen Profi, er besiegte Cao Yupeng und zog danach auch ins Finale ein. Mit einem Endspielsieg über Michael Holt wurde er der erste Amateurspieler im Snooker, der ein Turnier um Weltranglistenpunkte gewann. Danach erreichte er beim Dongguan Open noch einmal das Achtelfinale, nachdem er mit Thanawat Thirapongpaiboon und Tian Pengfei zwei weitere Profis besiegt hatte. In der PTC-Gesamtwertung der Saison belegte er Platz 23 und qualifizierte sich damit auch für die Grand Finals im englischen Preston. Bei seinem ersten Turnier in Europa schied er in der ersten Runde gegen Judd Trump aus.
In der Wertung der vier Asienturniere belegte Ju sogar Platz 2 und bekam danach als bester Amateur für die beiden folgenden beiden Spielzeiten die Startberechtigung für die Snooker Main Tour. In der Saison 2014/15 verzichtete er jedoch auf die Teilnahme an den Profiturnieren, für die er sich in England hätte qualifizieren müssen. Stattdessen nahm er erneut an der Asian Tour teil und erreichte bei den Haining Open 2014 die Runde der letzten 32.